# (100016) 1989 SD8
(100016) 1989 SD8 es un asteroide perteneciente al cinturón de asteroides, descubierto el 28 de septiembre de 1989 por Carolyn Shoemaker desde el Observatorio del Monte Palomar, Estados Unidos.

## Designación y nombre
Designado provisionalmente como 1989 SD8.

## Características orbitales
1989 SD8 está situado a una distancia media del Sol de 2,528 ua, pudiendo alejarse hasta 3,180 ua y acercarse hasta 1,876 ua. Su excentricidad es 0,257 y la inclinación orbital 4,579 grados. Emplea 1468 días en completar una órbita alrededor del Sol.

## Características físicas
La magnitud absoluta de 1989 SD8 es 15,6.